# Сенис
Сѐнис (на италиански и на сардински: Senis) е село и община в Южна Италия, провинция Ористано, автономен регион и остров Сардиния. Разположено е на 256 m надморска височина. Населението на общината е 484 души (към 2010 г.).